# 马克斯·朴
马克斯·朴（英語：Max Park）是一位美国魔方竞速选手。他曾多次打破三阶魔方、四阶魔方、五阶魔方、六阶魔方、七阶魔方以及三阶单手的单次以及平均世界纪录、被广泛誉为继菲利克斯·曾姆丹格斯之后世界上最出色的魔方速拧选手。

## 简介
马克斯·朴出生在一对美籍韩裔夫妇家庭里。小时候的马克斯患有严重的自闭症，在治疗的过程中，他的父母意外地发现他具备对魔方浓厚的兴趣以及超乎常人的天赋。2012年，马克斯参加了第一场WCA比赛时，他可以认出许多魔方选手，现场的许多魔友也都友好耐心地和马克斯交流接触，教导他有关比赛流程的信息。自那时起，魔方的练习与参赛过程便成为马克斯成长的重要地方。
2017年4月23日，马克斯参加在美国加利福尼亚州科斯塔梅沙举办的2017年OCSEF公开赛，在三阶魔方第二轮比赛中，马克斯以平均6.39秒的成绩创造了新的三阶平均世界纪录，打破了澳大利亚神童菲利克斯·曾姆丹格斯自2010年1月30日起对这个项目的世界纪录长达2640天的垄断。
同年7月13日，马克斯参加在法国巴黎举办的2017年世界魔方锦标赛，获得三阶魔方和三阶单手两项世界冠军，终止了菲利克斯·曾姆丹格斯在三阶和三阶单手两个项目上冲击三连冠的伟业。并且，马克斯也在三阶单手决赛中以平均10.31秒的成绩创造新的世界纪录。
2019年7月11日，马克斯参加在澳大利亚墨尔本举办的2019年世界魔方锦标赛，一人独得四阶魔方、五阶魔方、六阶魔方、七阶魔方以及三阶单手五项冠军，追平了菲利克斯·曾姆丹格斯在2015年世界魔方锦标赛上创造的单届世锦赛个人夺冠项目最多纪录，同时也成为世界魔方锦标赛历史上第一位在单届世锦赛上包揽从四阶到七阶全部4个高阶魔方冠军的选手。

## 各项世界排名[4]
| 项目     | 类型 | 成绩    | 世界排名 |
| -------- | ---- | ------- | -------- |
| 三阶魔方 | 单次 | 3.13    | 第2名    |
| 三阶魔方 | 平均 | 4.86    | 第6名    |
| 四阶魔方 | 单次 | 15.71   | 第1名    |
| 四阶魔方 | 平均 | 19.38   | 第2名    |
| 五阶魔方 | 单次 | 32.23   | 第2名    |
| 五阶魔方 | 平均 | 34.76   | 第1名    |
| 六阶魔方 | 单次 | 58.03   | 第1名    |
| 六阶魔方 | 平均 | 1:05.66 | 第1名    |
| 七阶魔方 | 单次 | 1:34.15 | 第1名    |
| 七阶魔方 | 平均 | 1:39.68 | 第1名    |
| 三階單手 | 单次 | 6.20    | 第3名    |
| 三階單手 | 平均 | 8.46    | 第6名    |